# Dehab Debesay
 (janvier 2024).
Si vous disposez d'ouvrages ou d'articles de référence ou si vous connaissez des sites web de qualité traitant du thème abordé ici, merci de compléter l'article en donnant les références utiles à sa vérifiabilité et en les liant à la section « Notes et références ».
République fédérale démocratique d'Éthiopie
Dehab Debesay (Ge'ez: ደሃብ ደበሳይ) est une des 112 membres du Conseil de la Fédération éthiopien. Elle est une des 6 conseillers de l'État du Tigré et représente le peuple Eriob.